# Abradato
Abradato ou Abradatas de Susã foi o governador da cidade de Susiana localizada no actual Irão, e que é mencionado na Ciropédia, alternativamente como inimigo e com aliado do rei Ciro, o Grande. Foi morto na guerra contra os lídios, e sua mulher Panteia, matou-se para não lhe sobreviver.

## Espólio dos assírios
A esposa de Abradato estava entre os espólios que Ciro havia capturado dos assírios; ele não estava nesta batalha, pois havia sido enviado pelo rei da Assíria para negociar uma aliança com a Báctria.
Ciro entregou a guarda da esposa a Araspes, um medo, seu amigo desde a infância, e este ficou impressionado com a beleza dela, dizendo ser a mulher mortal mais bonita de toda a Ásia. Araspes prometeu a Ciro que não faria nada com ela.

## Panteia e Araspes
Araspes, o encarregado de tomar conta de Panteia, se apaixonou por ela, e fez propostas amorosas a ela. Araspes foi rejeitado e ameaçou estuprar Panteia, e só então ela pediu ajuda a Ciro. Ciro riu da situação, porque Araspes havia dito que era superior à paixão, mas o perdoou, considerando que ele era parcialmente responsável, por colocá-lo como guardião de uma criatura irresistível.

## Reencontro de Abradato e Panteia
Ciro enviou Araspes como espião aos lídios, e pediu para ele contar seu caso com Panteia de forma que parecesse que ele teve um problema com Ciro. Panteia, achando que Araspes era um traidor, prometeu que, se ela fosse devolvida a Abradato, este se tornaria um amigo de Ciro, ainda mais do que era Araspes.
Abradato veio com mil cavaleiros para se juntar a Ciro, e se reencontrou com Panteia, que contou como Ciro havia se contido.

## Morte
Na batalha de Timbra,[carece de fontes?] entre Ciro, o Grande e Creso, rei da Lídia, ele era um dos comandantes das forças persas. Sua missão era fazer a carga contra as linhas inimigas, e ele havia pedido para ficar na linha de frente contra os inimigos, posição que ele conseguiu por sorteio. Na batalha, seus inimigos fugiram depois da sua carga, e Abradato penetrou na falange egípcia, mas foi cercado e morto, junto de seus companheiros.
Ciro, quando soube da morte de Abradato, foi ao seu funeral, e pegou a mão do general, mas a mão havia sido decepada pelo pulso. Sua esposa disse que o resto do corpo estava no mesmo estado, e que ele havia morrido deste modo para mostrar a Ciro que ele era um amigo fiel.
Ciro deu vários presentes a ela, mas Panteia se matou, jogando-se sobre uma adaga, que se cravou no seu coração. Em seguida, três eunucos se mataram da mesma forma.